# Hamaliivka, Lebedîn
Hamaliivka (în ucraineană Гамаліївка) este un sat în comuna Hrînțeve din raionul Lebedîn, regiunea Sumî, Ucraina.

## Demografie
Componența lingvistică a localității Hamaliivka
     Ucraineană (100%)
Conform recensământului din 2001, toată populația localității Hamaliivka era vorbitoare de ucraineană (100%).